# ZIS-110

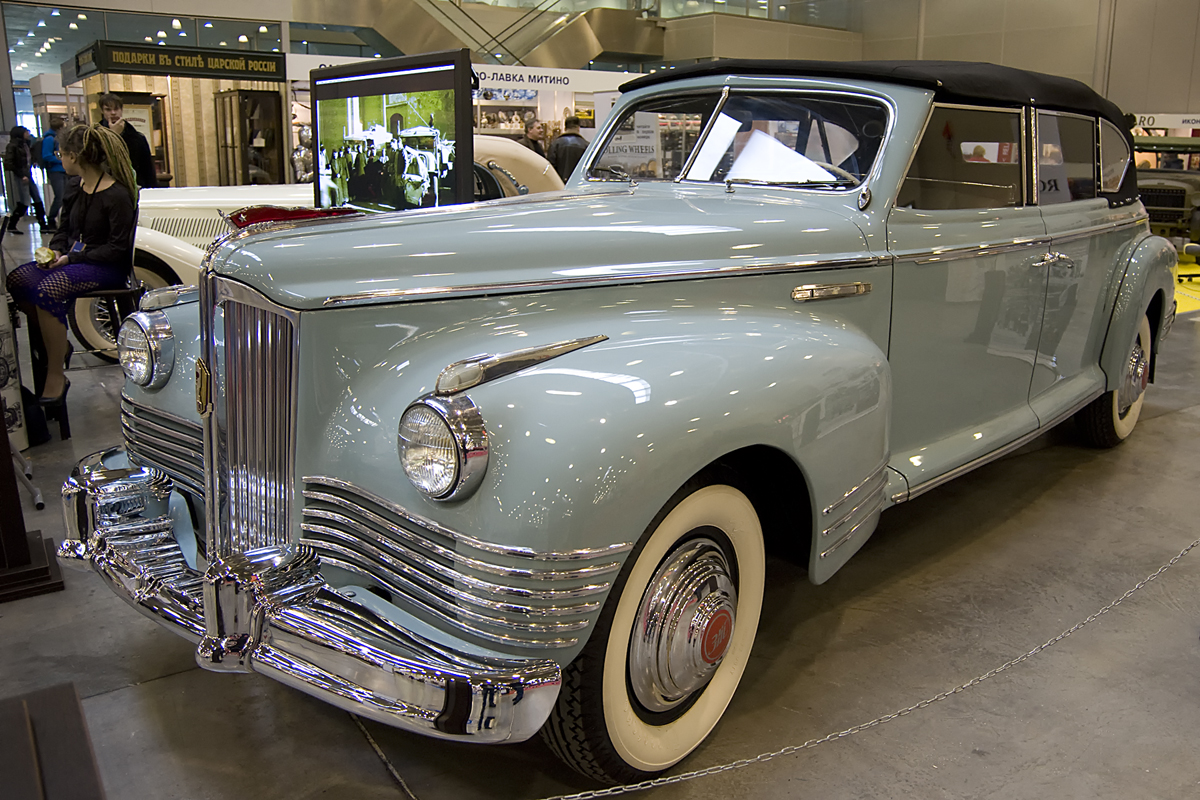
Limuzina ZIS-110

ZIS-110 este o limuzină de lux care a fost fabricată între anii 1946-1958 (posibil 1961) în URSS.

## Date tehnice
Locuri - 7
Viteza maximă - 140 km/oră
Accelerație 0-100 km/oră - 28 secunde
Putere maximă - 110 CP la 3.600 rotații/minut
Capacitate cilindrică - 6,005 l (6,000) 

## Masa
Încărcat - 2.575 kg
Maximă - 3.100 kg
Pe axa față - 1.450 kg
Pe axa spate - 1.650 kg